# Nagy Antal (ügyvéd)
Nagy Antal, Anton Nagy (Pozsega, Szlavónia, 1774. január 14. – 1832 után) ügyvéd, akadémiai tanár.

## Élete
Középiskoláit és a jogot elvégezve, Pesten a jogi oklevelet elnyerte és ügyvédi gyakorlatot folytatott. Azután egy ideig a zágrábi akadémián az egyetemes és hazai történelmet tanította. Később a budai királyi helytartósághoz hívták meg könyvvizsgálónak és ezen hivatalában volt még 1832-ben is.

## Munkái
- Pisma od sakupljene i podignute proti Francuzom 1797 kraljevine Horvatske i Slavonske plemenite vojske. Zágráb, 1797. (Ének a magyar nemesi felkelés dicsőítésére).
- Pirovna popivka prišvilomu gosp. knezu Joanu Nep Draskovicu od Trakostjan. Zágráb, 1808. (Üdvözlet a Draskovich János gróf tiszteletére adott lakomán).
- Izpisivanje zivlenja i činih Napoleona cesara Francezah… Zágráb, 1811. (Napoleon császár élete).
- Način iz sladkoga soka kukuruzovine rastopni sećer napraviti. Buda, 1812. (Utasítás, mikép lehet a kukoricza nedvéből czukrot készíteni).
- K. Fil. Lastreya roztolmaěenje od sianja pamučnoga sada. Buda, 1812. (Lastreye munkájának Mitterpacher L. német fordításából horvát ford.).
- Opisivanje života sv. Genoveve rodjene vojvodkinje od Brabanta. Buda, 1821. (Szent Genoveva élete).
- Molitvena knjiga kljuc raja nebeskoga zvana. Buda, 1818. (Mennyei kulcs cz. imakönyv.).
- Prepisi za likare i ran vračitele kraljestva Ugerskoga. Buda, 1825. (Utasítások a magyarországi orvosok és állatorvosok számára).
- Stari Kalendar horvatski. Buda, 1813., 1817. és 1818. évre. (Horvát naptár).
- Novi i stari Kalendar iliricki. Buda, 1813., 1823. (Illír naptár).

Ovidius Tristia-elegiáit és Metamorphoseseit is lefordította szerbhorvát nyelvre; ezek azonban kéziratban maradtak.